# Lithocarpus eriobotryoides
Lithocarpus eriobotryoides är en bokväxtart som beskrevs av Cheng Chiu Huang och Yong Tian Chang. Lithocarpus eriobotryoides ingår i släktet Lithocarpus och familjen bokväxter. Inga underarter finns listade.